# Instytut Filozofii Uniwersytetu Opolskiego
Instytut Filozofii Uniwersytetu Opolskiego (IF UO) – jednostka dydaktyczno-naukowa należąca do struktur Wydziału Nauk Społecznych Uniwersytetu Opolskiego. Dzieli się na 1 katedr i 2 zakłady. Wydział Nauk Społecznych w skład którego wchodzi placówka posiada uprawnienia do nadawania stopnia naukowego doktora w zakresie filozofii. Instytut prowadzi działalność dydaktyczną i badawczą związaną z gramatyką filozoficzną, logiką, epistemologią, filozofią społeczną, filozofią nauki, filozofią umysłu, antropologią filozoficzną, historią polskiej myśli filozoficznej. Instytut oferuje studia na kierunkach filozofia i zarządzanie wiedzą z infobrokeringiem oraz studia podyplomowe. Aktualnie na instytucie kształci się studentów wyłącznie w trybie dziennym. Jego kadrę naukową tworzy 14 pracowników naukowo-dydaktycznych, w tym: 2 profesorów zwyczajnych, 4 profesorów nadzwyczajnych ze stopniem doktora habilitowanego, 3 adiunktów ze stopniem doktora habilitowanego oraz 5 adiunktów ze stopniem doktora. Siedzibą instytutu jest gmach Collegium Civitas im. Bolesława Wierzbiańskiego, położony przy ulicy Katowickiej 89 w Opolu. 
Instytut Filozofii Uniwersytetu Opolskiego powstał w 2006 roku w wyniku przekształcenia Instytutu Filozofii i Socjologii UO w dwa odrębne instytuty.

## Adres
Instytut Filozofii 

Uniwersytetu Opolskiego 

ul. Katowicka 89 

45-061 Opole

## Władze (2016-2020)
Dyrektor: dr hab. Grzegorz Francuz, prof. UO
Zastępca Dyrektora: dr Marcin Pietrzak

## Poczet dyrektorów
- 2006–2008: prof. dr hab. Krzysztof Rotter
- 2008–2016: prof. dr hab. Adam Grobler
- od 2016: dr hab. Grzegorz Francuz

## Historia
Instytut powstał w 2006 roku w wyniku przekształcenia dotychczasowego Instytutu Filozofii i Socjologii UO w dwa odrębne instytuty. Od 2002 roku rozpoczęto studia magisterskie na kierunku filozofia, a w roku 2008 instytut uzyskał uprawniania do nadawania stopnia doktora i otworzył studia doktoranckie.

## Kierunki kształcenia
Instytut kształci studentów na 2 kierunkach i następujących specjalizacjach na studiach pierwszego stopnia (3-letnich licencjackich). Do wyboru są następujące kierunki i specjalizację:
- coaching filozoficzny
- filozofia
  - etyka
  - filozofia z infobrokeringiem

Po ukończeniu studiów pierwszego stopnia, ich absolwenci mogą kontynuować naukę  na studiach drugiego stopnia (2-letnich magisterskich uzupełniających) na kierunku filozofia o specjalności  zintegrowane doradztwo filozoficzne.
Instytut Filozofii Uniwersytetu Opolskiego prowadzi także studia doktoranckie (III stopnia), trwające 4 lata, po których ukończeniu można uzyskać stopień naukowy doktora nauk humanistycznych w zakresie pedagogiki. Aktualny limit miejsc na kierunku wynosi 6 osób rocznie. Ponadto placówka prowadzi studia podyplomowe z zakresu etyka i filozofia w szkole.

## Struktura organizacyjna

### Katedra Logiki i Teoria Poznania
Pracownicy:
- Kierownik: prof. dr hab. Adam Grobler
- dr hab. Robert Sochacki, prof. UO
- dr hab. Anna Pietryga
- dr Piotr Leśniak
- dr Jacek Waldmajer

### Zakład Ontologii i Historii Filozofii
Pracownicy:
- Kierownik: dr hab. Iwona Alechnowicz, prof. UO
- prof. dr hab. Henryk Benisz
- ks dr. hab. Joachim Piecuch, prof. UO
- dr Agnieszka Hensoldt

### Zakład Filozofii Stosowanej
Pracownicy:
- Kierownik: dr hab. Grzegorz Francuz, prof. UO
- dr hab. Stanisław Kijaczko
- dr hab. Krzysztof Skowroński
- dr Marcin Pietrzak
- dr Artur Machlarz

## Działalność studencka
W Instytucie Filozofii UO działają dwa koła naukowe:
- Studenckie Koło Filozofów - jego działalność skupia się wokół: 
  - spotkań, podczas których analizowane i dyskutowane są wybrane klasyczne teksty filozoficzne
  - wykładów pracowników naukowych instytutu i gości spoza tej jednostki naukowo-dydaktycznej
  - organizowania wyjazdów studenckich na konferencje lub zjazdów naukowych oraz organizacji konferencji naukowych
- Koło Naukowe Orientalistyki - skupia się na działalności informacyjnej dotyczącej wiedzy na temat filozofii i światopoglądów kultur Dalekiego i Bliskiego Wschodu. Z jednej strony chodzi o wskazanie pożytków jakie współczesna psychologia, filozofia czy nawet fizyka może odnieść dzięki dialogowi z 2500 tysiącletnią tradycją buddyjską, z drugiej natomiast o zagrożenia jakie niesie ze sobą kulturowa specyfika islamu. Koło organizuje wykłady otwarte, spotkania i warsztaty. Stałym elementem działalności jest cyklicznie organizowana konferencja Dni Tybetu w Opolu.

## Siedziba
Siedzibą Instytutu Filozofii UO jest otwarty 1 marca 2007 roku budynek Collegium Civitas im. Bolesława Wierzbiańskiego, znajdujący się przy ulicy Katowickiej 89 na terenie kampusu Uniwersytetu Opolskiego. Mieści on także Instytuty: Politologii oraz Socjologii. Znajduje się w nim sala audytoryjna, która może pomieścić około 120 osób. Budynek zajmuje 5 tysięcy metrów kwadratowych powierzchni na której znajduje się 20 sal dydaktycznych i 6 seminaryjnych oraz Międzyinstytutowa Biblioteka Politologii, Filozofii i Socjologii.